# Witold Nowodworski (lekarz wojskowy)
Witold Nowodworski, ros. Витольд Марцелиевич Новодворский (ur. 23 maja?/4 czerwca 1887 we wsi Szeremietewo-Piesocznia, zm. 3 stycznia 1961 w Leningradzie) – polski, rosyjski i radziecki lekarz wojskowy, pułkownik Armii Czerwonej, generał brygady WP.

## Życiorys
Syn Marcelego, polskiego zesłańca z 1863. W 1906 po ukończeniu petersburskiego gimnazjum podjął studia na wydziale biologii uniwersytetu w Petersburgu, a 1907–1912 studiował w Wojskowej Akademii Medycznej w Petersburgu. Uzyskał dyplom lekarza wojskowego i stopień oficerski w carskiej armii. Od stycznia 1913 był ordynatorem Kliniki Internistycznej w Akademii w Petersburgu, 22 lipca 1914 zmobilizowany jako młodszy lekarz pułku i wysłany na front niemiecki. Od sierpnia 1915 lekarz szpitala i punktu ewakuacyjnego w Piotrogrodzie, w latach 1919–1922 ordynator Kliniki w Akademii. W carskiej armii służył do 1917, potem wstąpił do Czerwonej Gwardii i Armii Czerwonej. 
W latach 1919–1925 był lekarzem Domu Dziecięcego w Piotrogrodzie/Leningradzie. Starszy asystent wykładowcy, a od 1936 docent Wojskowej Akademii Medycznej im. Kirowa w Leningradzie. Od 1941 zastępca szefa katedry Kliniki Chorób Wewnętrznych. 1925–1929 członek Komisji Kasy Chorych, a 1929–1934 konsultant Instytutu Oftalmologicznego w Leningradzie. Pracował naukowo w dziedzinie patologii szczegółowej i terapii chorób zakaźnych i wewnętrznych, w 1934 został kandydatem nauk medycznych, a w 1943 doktorem nauk medycznych. Autor 25 prac naukowych i kilku referatów. 
Rozkazem szefa Służby Zdrowia Armii Czerwonej z 2 kwietnia 1944 skierowany do służby w Polskich Siłach Zbrojnych w ZSRR w stopniu pułkownika, 20 kwietnia 1944 został Naczelnym Internistą i Głównym Terapeutą 1. Armii WP. 22 listopada 1944 mianowany Naczelnym Internistą WP. Od grudnia 1944 profesor Uniwersytetu Marii Curie-Skłodowskiej w Lublinie, gdzie był kierownikiem 3. Kliniki. 31 grudnia 1944 Prezydium KRN nadało mu stopień generała brygady WP ze starszeństwem z 1 stycznia 1945. Później był Głównym Internistą Departamentu Służby Zdrowia WP. Od lutego 1946 Naczelny Internista Departamentu Służby Zdrowia MON. Organizator służby zdrowia na Ziemiach Odzyskanych. 
9 września 1946 zwrócił się do MON z prośbą o skierowanie do Armii Czerwonej w celu kontynuowania pracy naukowej w Akademii w Leningradzie. 9 listopada 1946 zakończył służbę w WP i wrócił do ZSRR. Od 1955 był profesorem i kierownikiem Katedry Fizjologii Wojskowej Akademii Medycznej w Leningradzie.
Spoczywa na Cmentarzu Bogosławskim w Sankt-Petersburgu (sektor 33).

## Ordery i odznaczenia
- Krzyż Komandorski Orderu Odrodzenia Polski (8 listopada 1946)[4]
- Order Krzyża Grunwaldu III klasy (11 maja 1945)[5]
- Krzyż Oficerski Orderu Odrodzenia Polski (1945)
- Order Lenina (ZSRR, 1945)
- Order Czerwonego Sztandaru (ZSRR, 1944)
- Medal jubileuszowy „XX lat Robotniczo-Chłopskiej Armii Czerwonej” (ZSRR)